# Rustler 36
Le Rustler 36 est un voilier monocoque de croisière gréé en sloop. Sa production par Rustler Yachts (en) débute en 1980 à Falmouth au Royaume-Uni, où cent exemplaires seront produits.
Ce modèle de voilier sera vainqueur du Golden Globe Race 2018, aux mains de Jean-Luc Van Den Heede.
Le Rustler 36 est toujours construit en 2023, par le chantier éponyme.

## Aspects techniques
Le bateau a un déplacement d'environ 7,62 tonnes,.
Il peut emporter une quantité d'eau douce de 208 litres.
Le moteur du bateau est fabriqué par Nanni et développe une puissance de 29 ch,. Le volume du réservoir de carburant est de 151 litres.
La vitesse de navigation est à 7,5 nœuds environ.
La première version a été construite en 1980, et le Rustler 36 est toujours construit aujourd'hui, par le chantier Rustler.

## Histoire
En 2018, lors de la course du Golden Globe Race 2018, six concurrents sur dix-huit partants participent avec un Rustler 36. Seuls 5 concurrents franchissent la ligne d'arrivée : 3 sont sur des Rustler 36, dont le vainqueur Jean-Luc Van Den Heede à bord de Matmut.

## Épilogue
Au total, cent exemplaires ont été fabriqués.